# 漢民系
漢民系（かんみんけい）または漢系（かんけい）とは、漢語を話す漢族の各派で、軒轅民系からである。

## 概要
20世紀前、漢民族の違いについての研究が少ない。1930年代まで、中国広東省学者羅香林はサブカルチャーの群体を説明するために、「民系」という言葉を創始した。

## 類別
漢民族を17の民系に分けることができる。実際のところ言語よりも生活習慣、文化などによって分類される場合が多い。
- 東北民系：中国東北部（遼寧省南部の大連市及びその付近を除く）に分布し、東北官話を母語とする。多くの人々が「山東省」を先祖の居住地と見なす（闖関東）。
- 幽燕民系：河北省北部及び北京市に分布し、北京官話を母語とする。
- 冀魯民系：河北省南部、天津市及び山東省西部（南西部を除く）に分布し、冀魯官話を母語とする。
- 膠遼民系：山東省東部及び遼寧省南部に分布し、膠遼官話を母語とする。
- 中原民系：河南省、山東省南西部、江蘇省北部、安徽省北部に分布し、中原官話を母語とする。多くの人々が「洪洞大槐樹」のアイデンティティを持っている。
- 関中民系：陝西省中部、甘粛省東部及び青海省東部に分布し、中原官話の関中片を母語とする。
- 蘭銀民系：甘粛省北部および寧夏回族自治区北部に分布し、蘭銀官話を母語とする。
- 晋綏民系：山西省大部、陝西省北部、内モンゴル自治区西部、河北省北西部に分布し、晋語を母語とする。
- 湖広民系：湖北省大部、湖南省北西部及び広西チワン族自治区北部に分布し、西南官話（湖北省東部は江淮官話）を母語とする。
- 巴蜀民系：四川省、貴州省、雲南省及び重慶市に分布し、西南官話を母語とする。多くの人々が「麻城孝感郷」のアイデンティティを持っている（湖広填四川）。
- 江淮民系：江蘇省中部、安徽省中部に分布し、江淮官話を母語とする。多くの人々が「蘇州閶門」のアイデンティティを持っている。
- 呉越民系：江蘇省南部、浙江省、上海市、安徽省南部及び江西省東部に分布し、呉語（安徽省南部は徽語）を母語とする。
- 湖湘民系：湖南省大部、広西チワン族自治区北東部に分布し、湘語を母語とする。
- 江右民系：江西省中部・北部、湖南省東部、湖北省南東部、安徽省南西部及び福建省北西部に分布し、贛語を母語とする。多くの人々が「鄱陽瓦屑壩」のアイデンティティを持っている。
- 客家民系：広東省東部、江西省南部、福建省南西部及び四川省の一部、台湾、東南アジアなどに分布し、客家語を母語とする。多くの人々が「寧化石壁村」のアイデンティティを持っている。
- 広府民系：広東省中部・西部、広西チワン族自治区東部、海南省の一部、香港特別行政区、マカオ特別行政区、東南アジアをはじめとする海外地域に分布し、広東語を母語とする。多くの人々が「南雄珠璣巷」のアイデンティティを持っている。
  - 四邑民系：広東省江門市、東南アジアをはじめとする海外地域に分布し、粤語の四邑片を母語とする。
- 閩民系：福建省大部、台湾大部、海南省大部、広東省南東部、浙江省南東部、東南アジアなどに分布し、閩語を母語とする。多くの人々が「固始」のアイデンティティを持っている。
  - 閩北民系：福建省南平市に分布し、閩北語を母語とする。
  - 福州民系：福建省福州市、寧徳市に分布し、閩東語を母語とする。
  - 興化民系：福建省莆田市に分布し、莆仙語を母語とする。
  - 閩南民系：福建省南部、台湾、東南アジアなどに分布し、閩南語を母語とする。
  - 潮州民系：広東省南東部、東南アジアなどに分布し、潮州語を母語とする。
  - 海南民系：海南省大部に分布し、海南語を母語とする。
  - 雷州民系：広東省の雷州半島に分布し、雷州語を母語とする。